# Jugoslawische Eishockeyliga 1951/52
Die Saison 1951/52 war die zehnte Spielzeit der jugoslawischen Eishockeyliga, der höchsten jugoslawischen Eishockeyspielklasse. Meister wurde zum insgesamt dritten Mal in der Vereinsgeschichte der HK Partizan Belgrad.

## Modus
In der Hauptrunde absolvierte jede der vier Mannschaften insgesamt drei Spiele. Der Erstplatzierte der Hauptrunde wurde Meister. Für einen Sieg erhielt jede Mannschaft zwei Punkte, bei einem Unentschieden gab es einen Punkt und bei einer Niederlage null Punkte.

## Hauptrunde

### Tabelle
|    | Klub                | Sp | S | U | N | T  | GT | Punkte |
| -- | ------------------- | -- | - | - | - | -- | -- | ------ |
| 1. | HK Partizan Belgrad | 3  | 3 | 0 | 0 | 23 | 4  | 6      |
| 2. | S.D. Zagreb         | 3  | 2 | 0 | 1 | 16 | 15 | 4      |
| 3. | HK Ljubljana        | 3  | 1 | 0 | 2 | 7  | 15 | 2      |
| 4. | KHL Mladost Zagreb  | 3  | 0 | 0 | 3 | 11 | 23 | 0      |

Sp = Spiele, S = Siege, U = Unentschieden, N = Niederlagen